# San Donato di Lecce
San Donato di Lecce est une commune italienne de la province de Lecce dans la région des Pouilles. Situé dans le centre-nord du Salento, il est situé dans la Valle della Cupa, au pied des serres du Salento. Elle compte 5 514 habitants.
Le 28 janvier 2019, elle a été proclamée Ville d'art avec le hameau de Galugnano.

## Géographie
Située dans le centre-nord du Salento, elle se trouve dans la Valle della Cupa.

### Voies de communication et transports

#### Voies ferrées
Le hameau de Galugnano, dépendant de San Donato di Lecce, est desservie par la gare de Galugnano. Cette gare est située sur la ligne ferroviaire, exploitée par Ferrovie del Sud Est, qui connecte Lecce à Otrante.

## Administration
| Période                                  | Période | Identité | Étiquette | Qualité |
| ---------------------------------------- | ------- | -------- | --------- | ------- |
|                                          |         |          |           |         |
| Les données manquantes sont à compléter. |         |          |           |         |

### Hameaux
Galugnano (it) est l'unique hameau de la commune.

### Communes limitrophes
Caprarica di Lecce, Cavallino, Lequile, San Cesario di Lecce, Soleto, Sternatia

## Culture locale et patrimoine

### Architecture religieuse

#### Église Matrice della Resurrezione del Signore
Sa construction démarra au XVIIe siècle et s'acheva en 1704. La façade en pierre, se compose de deux ordres, divisés par une corniche denticulée. L'ordre inférieur, divisé par des pilastres cannelés avec des chapiteaux corinthiens, présente un portail baroque surmonté d'une statue de Saint Donato Vescovo ; sur les côtés, deux niches abritent les statues de Saint Pierre et Saint Paul.
L'intérieur, fait d'une seule pièce, présente un plan en croix latine qui se termine par une abside polygonale. Le long de la nef se trouvent deux petites chapelles, de part et d'autre, comprenant les autels de Notre-Dame de Constantinople, de Saint Antoine de Padoue, de Saint Oronce et le Crucifix. Dans le transept se trouvent les autels de Saint Donat et de Notre-Dame du Rosaire.

#### Autres églises
- Chapelle de Sant'Antonio Abate
- Église de Maria Santissima Annunziata
- Église de la Madonna Immacolata
- Église de la Pietà
- Église de la Madonna della Neve
- Chapelle de l'Immacolata

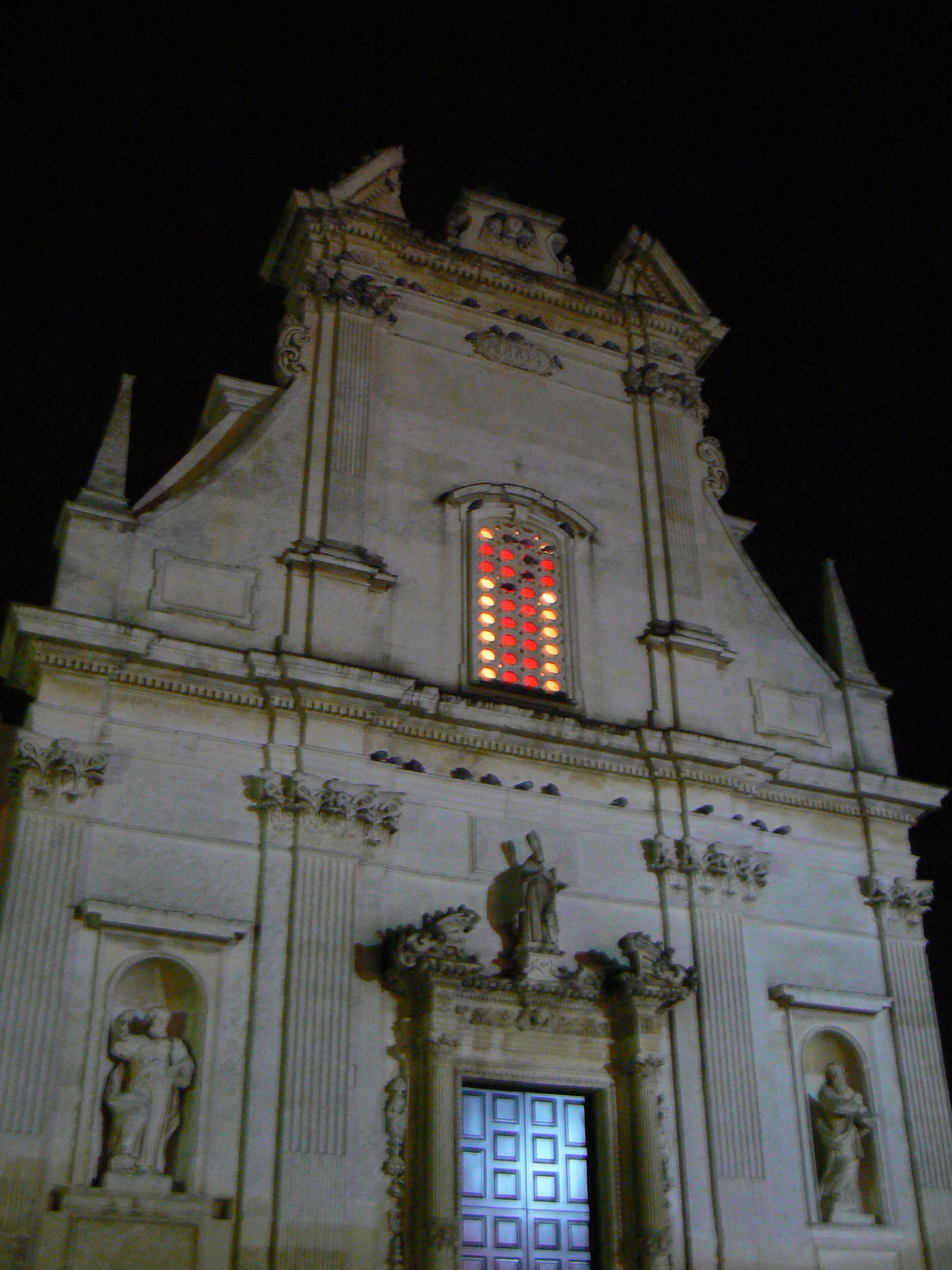
Église matrice della Resurrezione del Signore.
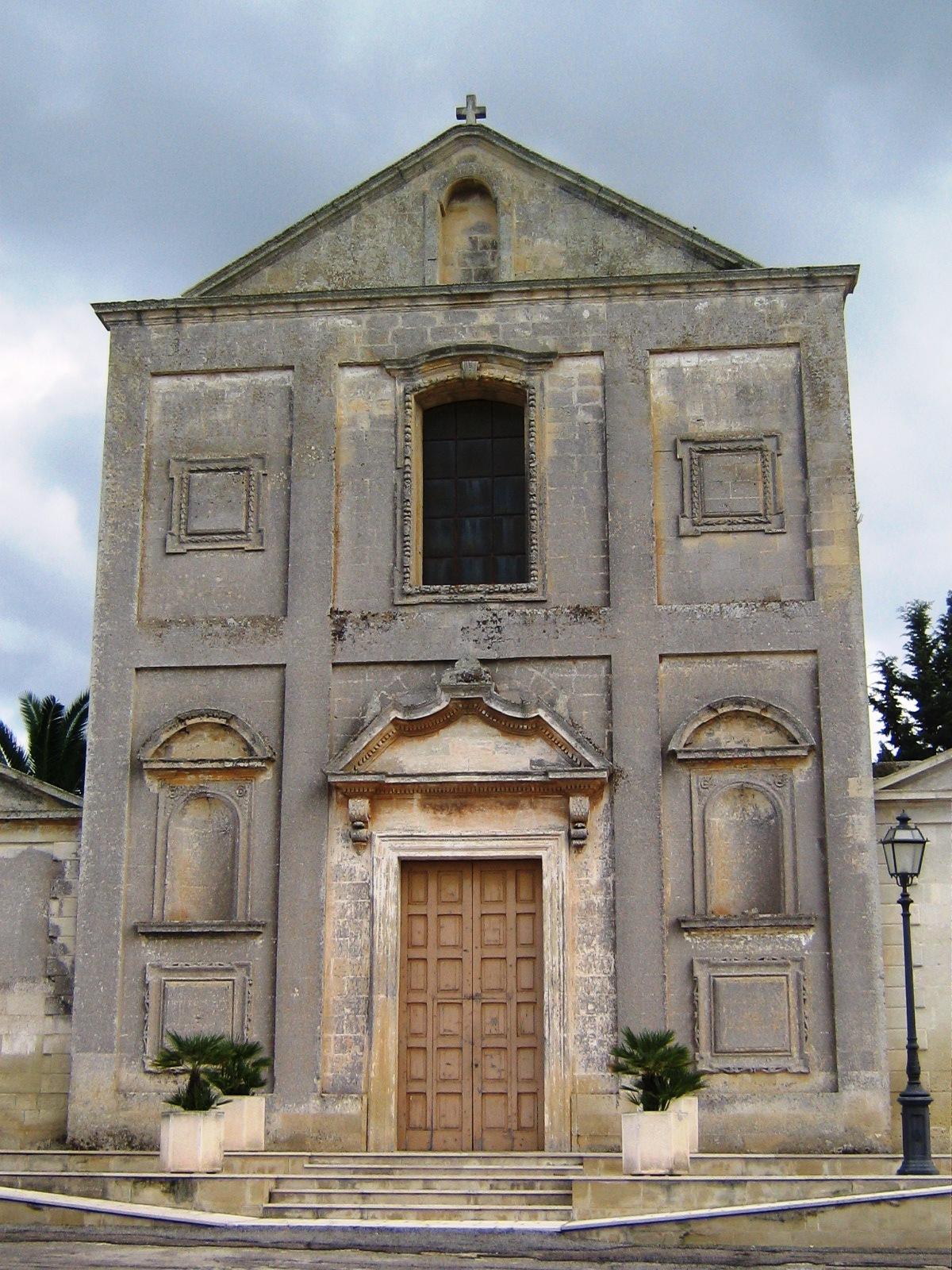
Église de la Pietà.
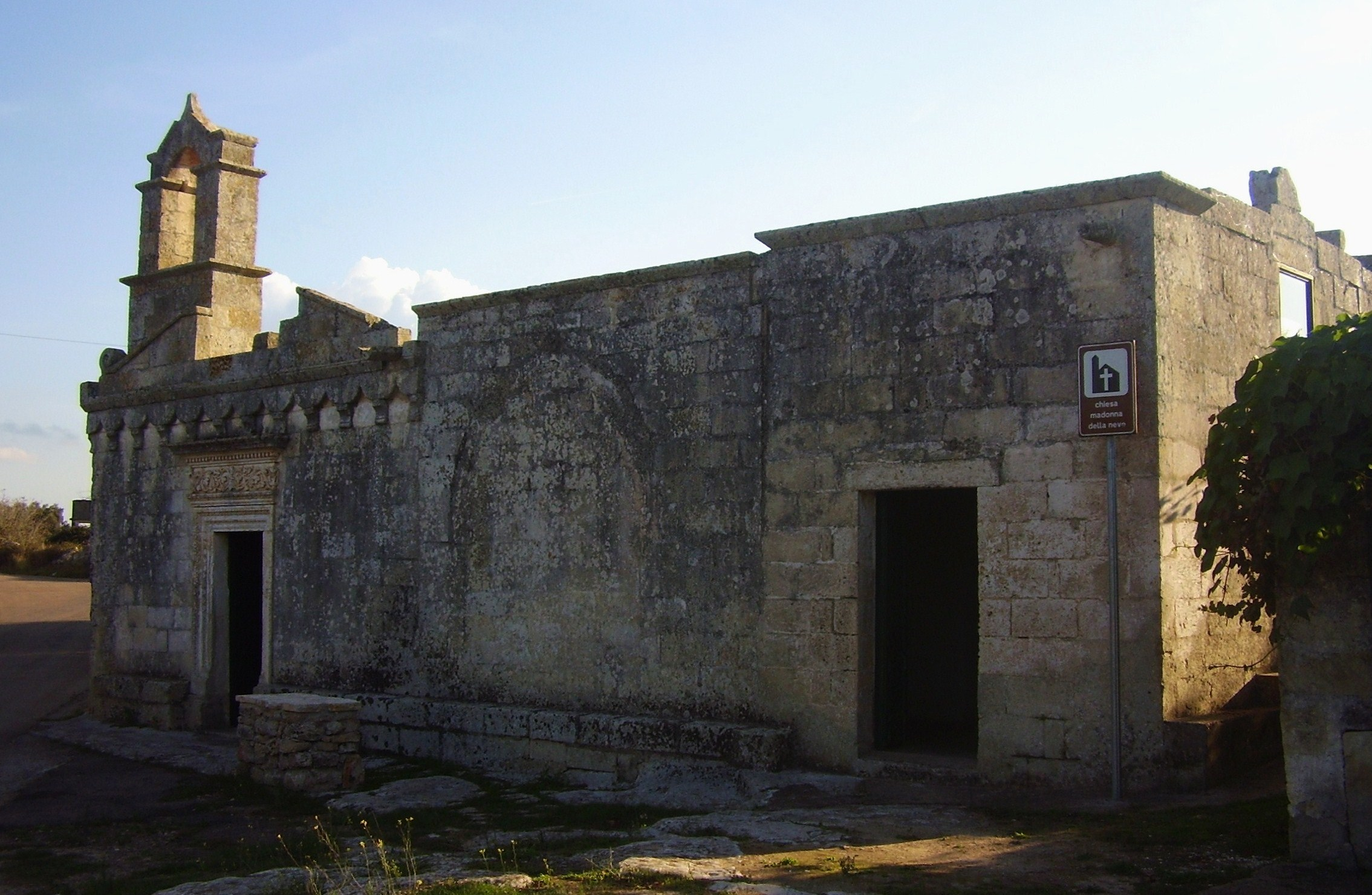
Église de la madonna della neve.

### Architecture civile

#### Palais ducal
Le palais s'élève sur les fondations du château normand puis aragonais. Il fut transformé plusieurs fois au cours des siècles. Des travaux au XIXe siècle ont donné au bâtiment une façade néoclassique. Il a conservé les tours défensives à chaque coin ; deux sont encore visibles tandis que les autres ont été incorporées par la construction.
Les pièces du rez-de-chaussée et du sous-sol étaient utilisées pour le travail et les réserves de provisions. Un moulin pour la production d'huile y était également utilisé. La propriété de l'édifice  est partagée entre la municipalité de Cavallino et la province de Lecce.

### Sites archéologiques
La région de Lecce compte plusieurs sites mégalithiques.
Dans les environs de la commune, on peut notamment compter le menhir Curti Vecchi,et celui de la Lete,. Ces deux sites sont situés du côté du hameau de Galugnano,.

### Célébrations culturelles

#### Fêtes patronales
Les habitants San Donato di Lecce célèbrent plusieurs fêtes patronales, notamment celle du saint patron de la commune, saint Donat. Cette célébration a lieu les 6 et 7 août, ainsi que les 14 et 28 août.
Le 8 mai, ainsi que les 28 et 29 septembre, la commune célèbre l'archange Michel.